# Western Equatoria
Western Equatoria is een zuidwestelijk gelegen staat van Zuid-Soedan. De regio is bijna 80.000 vierkante kilometer groot en had in 1983 zo'n 360.000 inwoners. De hoofdstad van Gharb-al-Istiwa'iyah is Yambio.

## Grenzen
De staat heeft grenzen aan twee buurlanden van Zuid-Soedan:
- De provincie Orientale van de Democratische Republiek Congo ten zuiden.
- De prefectuur Haut-Mbomou van de Centraal-Afrikaanse Republiek ten westen.

En verder aan nog drie andere staten van het land:
- Western Bahr el Ghazal in het westelijke noorden.
- Lakes in het oostelijke noorden.
- Central Equatoria ten oosten.

Central Equatoria · Eastern Equatoria · Jonglei · Lakes · Northern Bahr el Ghazal · Unity · Upper Nile · Warrap · Western Bahr el Ghazal · Western Equatoria